# Petreștii de Sus
Petreștii de Sus (ungarisch Felsőpeterd) ist ein Dorf im Kreis Cluj (Rumänien). Es ist Teil der Gemeinde Petreștii de Jos.

## Lage
Petreștii de Sus liegt im Westen Siebenbürgens und im Norden des Trascău-Gebirges. Die nächstgelegene größere Stadt ist Turda (etwa 12 km östlich).

## Geschichte
Petreștii de Sus wurde 1407 erstmals urkundlich erwähnt.

## Bevölkerung
Die 107 Einwohner des Ortes (Stand 2002) bezeichnen sich sämtlich als Rumänen. In den letzten Jahrzehnten war die Bevölkerungszahl des Dorfes stark rückläufig (Stand 1941: 524 Einwohner).

## Verkehr
Der Ort liegt abgelegen an der unbefestigten Straße zwischen Buru (im Tal des Arieș) und Petreștii de Jos. Öffentliche Verkehrsmittel berühren das Dorf nicht.

## Sehenswürdigkeiten
Vier Kilometer nördlich von Petreștii de Sus liegt die bekannte Talschlucht Cheile Turzii.
Südlich des Ortes liegt das vermutlich im 16. Jahrhundert erstmals errichtete (ursprünglich griechisch-katholische) und von 1998 bis 2000 wieder aufgebaute Kloster Mănăstirea Schimbarea la Față Cheile Turzii (jetzt rumänisch-orthodox).